# شريطة هيمي تشان
شريطة هيمي تشان (باليابانية: 姫ちゃんのリボン، بالروماجي: Hime-chan no Ribon) هو مسلسل أنمي ياباني من تأليف ميغومي ميزوساوا ويتكون الانمي من 61 حلقة، صدرت ألمانغا الخاصة به في اليابان في أغسطس من عام 1990 حتى يناير عام 1994 في مجلة ريبون وتتكون ألمانغا من عشرة مجلدات. قام استوديو غالوب بتحويل ألمانغا إلى أنمي، وعرض على تلفزيون طوكيو في 2 أكتوبر عام 1992 وانتهى عرضه في 3 ديسمبر عام 1993.

## القصة
تدور أحداث القصة عن فتاة اسمها هيميكو (نونوهارا هيميكو) عمرها 13 عاما، وهي تشبه الصبيان. تعيش مع عائلتها التي تتكون من أبوها يعمل مخرج، وأمها تعمل كاتبة قصص، وأختها الكبرى اسمها (أيكو). وفي أحد الليالي تأتي فتاة من مملكة السحر اسمها إايريكا). تبحث عن فتاة تشبهها في عالم البشر لتعطيها اختراعها وهي عبارة عن شريطة حمراء سحرية يتحول من يرتديها إلى شكل أي شخص بمجرد ذكر اسمه وتبقي الشريطة مع هيميكو لمدة سنة تحت التجربة.

## الشخصيات
- هيميكو نونوهارا (باليابانية: 野々原 姫子، بالروماجي: Nonohara Himeko)

أداء صوتي: إيكوي أوتاني
- بوكوتا (باليابانية: ポコ太)

أداء صوتي: كازوي إيكورا
- دايتشي كوباياشي (باليابانية: 小林 大地، بالروماجي: Kobayashi Daichi)

أداء صوتي: يو دايكي
- هيكارو هيبينو (باليابانية: 日比野 ひかる، بالروماجي:  Hibino Hikaru)

أداء صوتي: رين ميزوهارا
- سي أريساكا (باليابانية: 有坂 静، بالروماجي: Arisaka Sei)

أداء صوتي: تاكيهيتو كوياسو
- كويتشي هاسيكورا (باليابانية: 支倉 浩一، بالروماجي: Hasekura Kōichi)

أداء صوتي: تسويوشي كوساناغي
- آيكو نونوهارا (باليابانية: 野々原 愛子، بالروماجي: Nonohara Aiko)

أداء صوتي: يوري شيراتوري
- يوميكو نونوهارا (باليابانية: 野々原 夢子، بالروماجي: Nonohara Yumeko)

أداء صوتي: تشيسا يوكوياما
- شينتارو كوباياشي (باليابانية: 小林 森太郎، بالروماجي:  Kobayashi Shintarō)

أداء صوتي: مينامي تاكاياما
- مانامي موري (باليابانية: 森 愛美، بالروماجي: Mori Manami)

أداء صوتي: كاتسويو إندو
- إتشيكو كاميكورا (باليابانية: 上倉 一子، بالروماجي: Kamikura Ichiko)

أداء صوتي: مينامي تاكاياما
- ماسشي (باليابانية: マッシー، بالروماجي: Masshī)

أداء صوتي: شيكا ساكاموتو
- هيروشي

أداء صوتي: ماسامي كيكوتشي

## وصلات خارجية
شريطة هيمي تشان على موقع ANN anime (الإنجليزية)
- شريطة هيمي تشان على موقع ANN manga (الإنجليزية)